# Pygmäen (Mythologie)
Pygmäen ist in der griechischen Mythologie die Bezeichnung für Fabelvölker, die angeblich in Afrika oder Asien lebten. Als ihr Hauptmerkmal galt ihre sehr geringe Körpergröße. Im Mittelalter wurde die antike Überlieferung ernst genommen, man glaubte an die reale Existenz der Pygmäen. Erst in der Frühen Neuzeit setzte sich die Erkenntnis durch, dass es sich um Fabelwesen handelt.

## Begriff
„Pygmäen“ ist die Eindeutschung des lateinischen Namens pygmaei, der in der Antike aus dem Altgriechischen ins Lateinische übernommen wurde. Das altgriechische Wort πυγμαῖος pygmaíos bedeutet „Fäustling“ oder „von der Größe einer Faust“; es ist von πυγμή pygmḗ „Faust“ abgeleitet. Als „Faustlänge“ war pygmḗ im antiken Griechenland auch ein Längenmaß, das 18 Fingerbreit entsprach (knapp 35 cm). Erst im 19. Jahrhundert wurde der ursprünglich mythologische Begriff Pygmäen auf tatsächlich existierende Gesellschaften in Zentralafrika übertragen, deren gemeinsames Merkmal eine relativ geringe Körpergröße ist. Siehe zu den Artikel Pygmäen.

### Antike

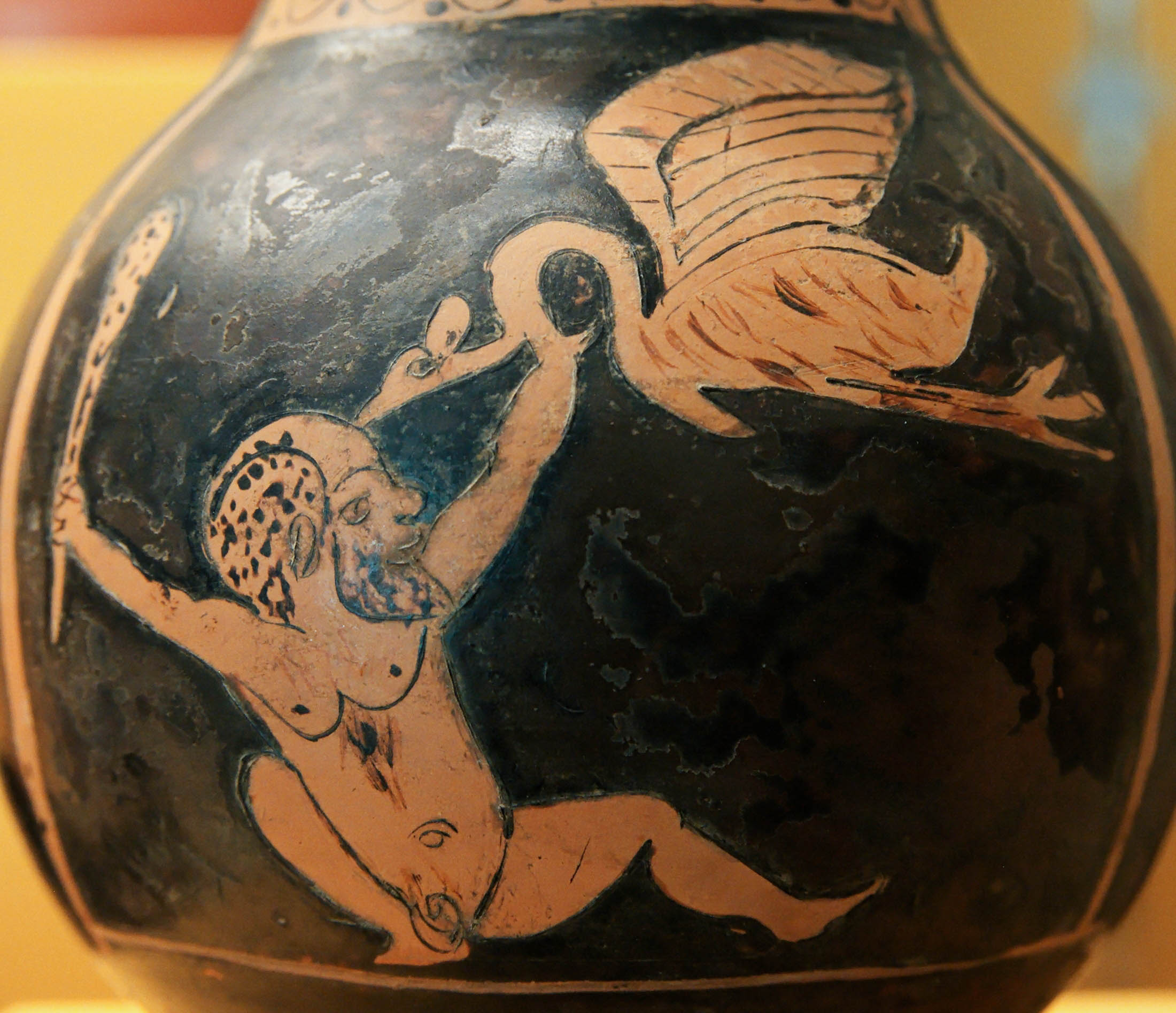
Ein Pygmäe kämpft mit einem Kranich. Attische rotfigurige Vasenmalerei, um 430 v. Chr., Museo Arqueológico Nacional de España

Der Begriff Pygmäen (pygmaíoi) taucht schon in Homers Ilias auf. Dort wird nur beiläufig erwähnt, dass die Kraniche im Herbst zum Okeanos fliegen und den Pygmäen in erbarmungslosem Kampf den Tod bringen. Es gab damals also bereits eine Pygmäensage, die Homer als bekannt voraussetzt. Diese Sage war in der gesamten Antike populär, besonders in der bildenden Kunst. Zum Kernbestand der Pygmäensage, die in verschiedenen Varianten erzählt und künstlerisch gestaltet wurde, gehören folgende Elemente: Die Pygmäen werden als nackte oder sehr spärlich bekleidete, jedoch Ackerbau treibende Höhlenbewohner am Rande der bewohnten Welt beschrieben. Nach Aristoteles lebten sie im sumpfigen Gebiet der Nilquellen, nach Ktesias und Megasthenes in Indien. Ihre Kampfkraft wird als niedrig bezeichnet, was seinen Grund in ihrer geringen Größe hat. Für diese schwankten die gängigen Annahmen zwischen circa 30 cm und etwas weniger als einem Meter.
Die Todfeinde der Pygmäen waren nach der Sage die Kraniche, gegen die sie alljährlich auf Leben und Tod kämpften und deren Gelege und Nachwuchs sie nach Möglichkeit vernichteten. Die Pygmäen waren bewaffnet, unterlagen aber meist und wurden von den Kranichen getötet. Dieser „Kranichkampf“ (Geranomachie) hat die Phantasie vieler griechischer, etruskischer und römischer Künstler beschäftigt. Er wurde als tragikomisches und unterhaltsames Motiv auf Vasen und Trinkgefäßen, Wandgemälden und Gemmen dargestellt. Man fasste dies als Parodie auf die Heldensage auf. Auch Statuetten, Reliefs, Mosaike und Lampen zeigten Pygmäen. In der bildenden Kunst wurden die Pygmäen manchmal als kleine, aber normal proportionierte Menschen dargestellt, oft aber mit (teils grotesk) verzerrten Proportionen, etwa mit dicken Bäuchen. Ab dem 5. Jahrhundert v. Chr. dominierte die unproportionierte Darstellung.
Der Dichter Ovid erwähnt in seinen  Metamorphosen eine Pygmäenmutter, die es wagte, sich mit der Göttin Juno in einem Wettkampf zu messen; nach ihrer Niederlage wurde sie von Juno in einen Kranich verwandelt und musste dann auf der Seite der Kraniche am Kampf gegen ihr Volk teilnehmen. Nach einer Version, die der Mythograph Antoninus Liberalis überliefert, hieß die schöne und stolze Pygmäin Oinoe; nach ihrer Verwandlung in einen Kranich blieb sie zunächst in der Gegend, weil sie sich nicht von ihrem menschlichen Sohn trennen wollte, wurde dann aber von den Pygmäen vertrieben, und dies war der Anlass zur seither bestehenden Erbfeindschaft zwischen Pygmäen und Kranichen.
Der Geograph Strabon hielt die Erzählungen von den Pygmäen für frei erfunden. Er meinte, die Dichter hätten nicht aus Unwissenheit Unwahres behauptet, sondern nur zum Zweck der Unterhaltung solche Legenden ersonnen. Nach seiner Vermutung bildete den Ausgangspunkt der Legendenbildung der kleine Wuchs mancher Tiere im Gebiet südlich von Ägypten, der dazu geführt habe, dass man sich auch kleinwüchsige menschliche Bewohner jener Region vorstellte. Glaubwürdige Berichte von Augenzeugen über die Pygmäen gebe es nicht.

### Mittelalter

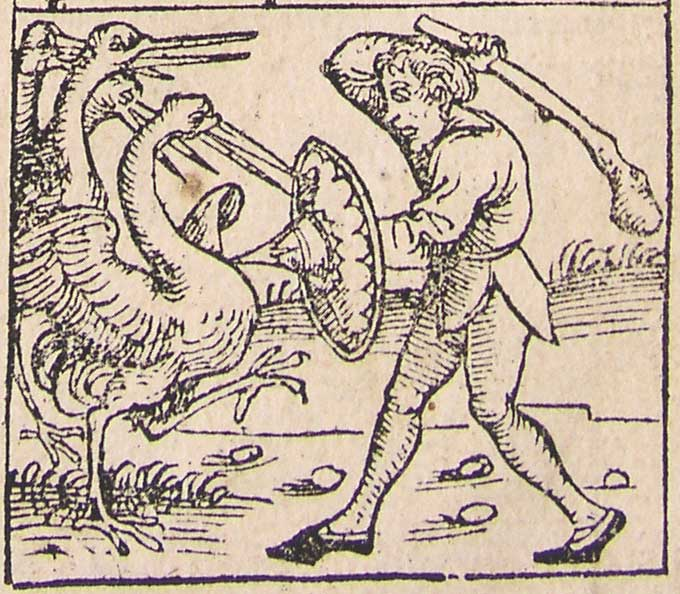
Ein Pygmäe bekämpft seine Erzfeinde, die Kraniche. Abbildung aus der Schedelschen Weltchronik (1493)

Im Mittelalter ging man von der antiken Überlieferung aus; man glaubte an die reale Existenz der mythischen Pygmäen. In der damals maßgeblichen lateinischen Bibelübersetzung, der Vulgata, kommt die Bezeichnung „Pygmäen“ vor. An den spätmittelalterlichen Universitäten wurde darüber debattiert, ob die Pygmäen Menschen sind oder ob es sich um eine besondere Affenart handelt, gewissermaßen eine Zwischenstufe zwischen Mensch und Tier. Prominente Gelehrte wie Albertus Magnus und Petrus de Alvernia argumentierten, es könne sich nicht um Menschen handeln, da ihnen die Vernunft fehle. Albertus Magnus meinte, sie seien zu einer Art Überlegung und zu artikuliertem Sprechen in der Lage, jedoch unfähig zu Wissenschaft und Kunst und überhaupt zum Erfassen von Allgemeinem und überdies ohne Schamgefühl. Diese Diskussionen spielten im 13. Jahrhundert bei der Festlegung der Definitionsmerkmale des Begriffs „Mensch“ eine wichtige Rolle. Die Erzählung vom Kranichkampf fand damals allgemein Glauben. Eine Pygmäenepisode wurde in die populäre Herzog-Ernst-Sage aufgenommen; Herzog Ernst greift auf der Seite der Pygmäen in den Kampf gegen die Kraniche ein, und zwar im Orient, denn man vermutete das Land der Pygmäen auch – wie schon einzelne antike Autoren – im Osten.
Die Pygmäensage mit dem Kranichkampf war bis nach China verbreitet; sie findet sich in chinesischen Enzyklopädien des 7. bis 9. Jahrhunderts n. Chr., wo die Größe der Pygmäen mit umgerechnet circa 90 cm angegeben wird.

### Frühe Neuzeit
In der Frühen Neuzeit setzten Naturforscher und Ärzte, Philosophen, Philologen und Theologen die Pygmäendebatte fort. Der Humanist Sebastian Münster (1488–1552) folgte in seiner Cosmographia noch der antiken und mittelalterlichen Tradition; für ihn handelte es sich um monströse Wesen. Ab der zweiten Hälfte des 16. Jahrhunderts mehrten sich aber die Stimmen der Gelehrten, welche die Existenz der Pygmäen bestritten. Im Jahre 1557 trug Gerolamo Cardano in seinem Werk De rerum varietete eine durchdachte Argumentation vor. Ihm kam vor allem die den Pygmäen unterstellte sehr kurze Lebensdauer unstimmig vor. Er argumentierte, bei einer so kurzen Lebenszeit müsse gemäß einer biologischen Gesetzmäßigkeit die Schwangerschaft entsprechend kurz sein; eine so schnelle Heranbildung eines menschlichen Körpers sei aber wegen dessen Komplexität ausgeschlossen. Als Ursache für die Entstehung der Legende seien Tierbeobachtungen anzusehen. Julius Caesar Scaliger (1484–1558) machte geltend, inzwischen sei die Erde erforscht, doch sei man nirgends auf Pygmäen gestoßen, daher seien sie als Fabelwesen zu betrachten. Dieses Argument fand in der Folgezeit viel Anklang. Ein weiterer Gelehrter, der nachdrücklich gegen die Pygmäenlegende auftrat, war Ulisse Aldrovandi (1522–1605). Er befasste sich eingehend mit der Frage, wobei er als Zoologe besonders an der Geschichte vom Kampf gegen die Kraniche Anstoß nahm. Während sich die Altertumsforscher insbesondere für die Angaben Homers und des Aristoteles interessierten, war für die Theologen die Erwähnung von Pygmäen in der lateinischen Bibel wichtig. Manche Theologen sprachen sich gegen die Existenz der Pygmäen aus, andere zweifelten nicht daran; einige, darunter Athanasius Kircher (1602–1680), hielten sie für Dämonen. Thomas Browne wies in seiner Pseudodoxia Epidemica (1646) darauf hin, dass das Vorkommen des Namens Pygmäen in der lateinischen Bibel auf einen Übersetzungsfehler zurückzuführen ist. 1699 veröffentlichte der englische Arzt und Zoologe Edward Tyson die Abhandlung Orang-Outang, sive Homo Sylvestris: or, The Anatomy of a Pygmie Compared with that of a Monkey, an Ape, and a Man, worin er die Pygmäen mit Schimpansen identifizierte; er betonte die anatomische Nähe des Schimpansen zum Menschen.
In der Epoche der Aufklärung pflegte man die Pygmäen als Fabelwesen zu betrachten. Ein Zusammenhang mit damals bereits vorliegenden Berichten über tatsächlich existierende kleinwüchsige Menschen in Afrika wurde nicht hergestellt.